# 杜斌 (西晉)
杜斌（？—300年），字世将。司隶京兆尹杜陵（陕西西安市长安区东南）人。杜预之从兄。

## 生平
元康年間，官任黄门郎。當時侍中賈謐於皇后賈南風甚得寵，潘岳、杜斌等皆依附其門，时人号称二十四友。永康元年（300年），赵王司马伦等杀贾后及其集團，杜斌与张华、裴頠等亦被杀。